# (73124) 2002 GB60
(73124) 2002 GB60 – planetoida z pasa głównego asteroid okrążająca Słońce w ciągu 4,33 lat w średniej odległości 2,66 j.a. Odkryta 8 kwietnia 2002 roku.